# Измайлов, Лев Дмитриевич
Лев Дмитриевич Измайлов (1764—1834) — генерал-лейтенант из рода Измайловых,  известный помещик-самодур.

## Биография
Родился в 1764 году в селе Милославском Скопинского уезда Рязанской губернии. Внук Л. В. Измайлова и графа И. С. Гендрикова. Его старшая сестра, Екатерина, была замужем за князем С. Б. Куракиным.
В 1775 году записан был в лейб-гвардии Семёновский полк, первый офицерский чин получил в 1783 году. Участвовал в русско-шведской войне 1788—1790 годов. В 1789 году произведён в подполковники, 27 мая 1790 года награждён орденом св. Георгия 4-й степени:
Во уважение на усердную службу при шведском наступлении 24 мая на Саивтайпольский пост, когда отличным мужежеством ободрил подчиненных и поспешествовал к получению победы.
В 1794 году, волонтёром, принимал участие в военных действиях против польских конфедератов. В 1794 году в чине полковника командовал Кинбурнским драгунским, в 1797 году — гусарским Шевича полком.
После воцарения императора Павла I, Измайлов, принадлежавший к партии Зубова, вышел в отставку, в 1801 году был императором Александром I принят опять, но скоро уволен и удалился в своё имение Хитровщину, Тульской губернии.
С 1802 года по 1815 год был рязанским губернским предводителем дворянства, в 1806 году формировал рязанскую милицию, в Отечественную войну 1812 года командовал рязанским ополчением и с ним совершил Заграничный поход. За отличие против Наполеона Измайлов 2 октября 1814 года получил чин генерал-лейтенанта и ордена св. Анны 1-й степени с алмазными знаками и св. Владимира 2-й степени.
По возвращении жил в своих обширных имениях Тульской и Рязанской губерний. Отличался буйным нравом и развратным поведением в быту, что вынудило правительство принять меры. По Сенатскому докладу в 1831 году был выслан на жительство в Рязань или Тулу, куда пожелает, безвыездно, а имения его взяты в опеку. Умер в том же имении, где и родился, в возрасте 70-ти лет.
На Льве Дмитриевиче прекратилась старшая ветвь рода Измайловых. Все его огромное состояние унаследовал его двоюродный племянник, граф Николай Дмитриевич Толстой.

## Самодурство
Л. Д. Измайлов отличался крайне своевольным и жестоким характером; большую известность получило множество его проделок над окружавшими его мелкими дворянами и местными чиновниками. По отношению к своим крестьянам он вёл себя крайне деспотично: за малейшие проступки, а нередко и невинно, дворовые люди, по приказанию Измайлова, наказывались плетьми, розгами и псарскими арапниками; сверх того, содержались в ручных и ножных кандалах, на стеночных цепях и в заклёпанных на шее железных рогатках. Также Измайлов содержал гарем из дворовых девушек, многие из которых были малолетними.
Слухи о его буйствах доходили до Санкт-Петербурга: ещё 23 марта 1802 года император Александр I писал тульскому гражданскому губернатору Иванову:
До сведения моего дошло, что отставной генерал-майор Лев Измайлов … ведя распутную и всем порокам отверзтую жизнь, приносит любострастию своему самые постыдные и для крестьян утеснительные жертвы. Я поручаю вам о справедливости сих слухов разведать, без огласки, и мне с достоверностью донести.
Измайлов был поставлен под надзор губернских властей, над ним даже наряжалось следствие, но благодаря своим связям и богатству он оставался безнаказанным; всего же печальнее то, что он был почтен доверием местного общества, хотя его образ жизни был всем известен.
Показания обитательниц его гарема оказались такими, что биограф Измайлова С. Т. Славутинский многие из них приводил иносказательно или вовсе предпочел опустить:
И днем и ночью все они были на замке. В окна их комнат были вставлены решетки. Несчастные эти девушки выпускались из этого своего терема или, лучше сказать, из постоянной своей тюрьмы только для недолговременной прогулки в барском саду или же для поездки в наглухо закрытых фургонах в баню. С самыми близкими родными, не только что с братьями и сестрами, но даже и с родителями, не дозволялось им иметь свиданий. Бывали случаи, что дворовые люди, проходившие мимо их окон и поклонившиеся им издали, наказывались за это жестоко. Многие из этих девушек, — их было всего тридцать, число же это, как постоянный комплект, никогда не изменялось, хотя лица, его составлявшие, переменялись весьма часто,— поступали в барский дом с самого малолетства, надо думать, потому, что обещали быть в своё время красавицами. Почти все они на шестнадцатом году и даже раньше попадали в барские наложницы — всегда исподневольно, а нередко и посредством насилия.
Словутинский описывал немало случаев, когда Измайлов насиловал малолетних девочек и предоставлял такое же право своим гостям:
Из показаний оказывается, что генерал Измайлов был тоже гостеприимен по-своему: к гостям его всегда водили на ночь девушек, а для гостей значительных или же в первый еще раз приехавших выбирались невинные, хоть бы они были только лет двенадцати от роду… Так, солдатка Мавра Феофанова рассказывает, что на тринадцатом году своей жизни она была взята насильно из дома отца своего, крестьянина, и её растлил гость Измайлова, Степан Федорович Козлов. Она вырвалась было от этого помещика, но её поймали и по приказанию барина жестоко избили палкою.
После нового следствия, начатого в 1827 году и оконченного в 1830 году специально присланным из Санкт-Петербурга полковником Шаминым, 11 ноября 1830 года состоялось Высочайшее повеление об учреждении над Измайловым опеки. Местным властям за их послабления ему во время прежних следствий объявлен выговор.

## Потомство
Холостяк Измайлов прижил трёх незаконных детей:
- сын Дмитрий (р.12 04.1807 г. Москва) не получил никакого образования и нигде не служил. Он числился мещанином и, унаследовав от отца около 100 тысяч рублей, пустил их в ненадёжные аферы, которые довели его до полного разорения.
- дочь Екатерина, получив в приданое весьма хорошее состояние, вышла замуж за красавца плац-адъютанта Александра Ивановича Малышева, состоявшего в 1854 году градоначальником Костромы.
- вторая дочь Анна, не любимая отцом, осталась без приданого. Она надзирала над дивовским скотным двором в Зенинской ферме.

## Отражения в литературе
- Л. Д. Измайлов послужил прототипом для одного из действующих лиц в повести Мельникова-Печерского «Старые годы».
- По сообщению А. Г. Пупарева, этого же Измайлова имел в виду А. С. Грибоедов, в пьесе «Горе от ума», в словах Чацкого:

Тот Нестор негодяев знатных, толпою окруженный слуг,

Усердствуя, они, в часы вина и драки,

И честь, и жизнь его не раз спасали… вдруг

На них он выменял борзые три собаки!!
- Пушкинист Б. Л. Модзалевский считал Измайлова прообразом самодура Троекурова в романе Пушкина «Дубровский»[3].
- Писатель-народник Глеб Успенский характеризовал «Измайлова и других подобных ему зверей» как безумных или выродков. Собрание сочинений, том 5. Крестьянин и крестьянский труд. Власть земли. VII Теперь и прежде.